# جزیره واتر، جزایر ویرجین ایالات متحده آمریکا

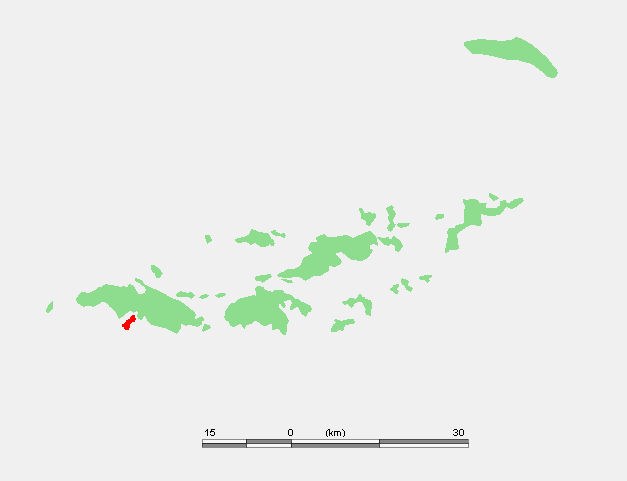
جزیره واتر، جزایر ویرجین ایالات متحده

جزیره واتر، جزایر ویرجین ایالات متحده آمریکا (به انگلیسی: Water Island, U.S. Virgin Islands) یک منطقهٔ مسکونی در ایالات متحده آمریکا است که در دریای کارائیب واقع شده‌است.

## خصوصیات
جزیره واتر ۱۸۲ نفر جمعیت دارد.